# Xã Antrim, Michigan
Xã Antrim (tiếng Anh: Antrim Township) là một xã thuộc quận Shiawassee, tiểu bang Michigan, Hoa Kỳ. Năm 2010, dân số của xã này là 2.161 người.